# Wairarapa-Erdbeben von 1942
Die beiden Wairarapa-Erdbeben von 1942 auf der Nordinsel von Neuseeland hatten die Stärke 7,2 und 7,0 und lagen nur fünfeinhalb Wochen auseinander. 

## Geografie
Die Epizentren der Erdbeben lagen beide auf der Linie nahe der Wairarapa Fault und nur etwa 5–10 km voneinander entfernt. Die Gegend ist von einigen Abzweigungen der Hauptfalte geprägt (Carterton-, Masterton- und Mokonui Fault). Die Wairarapa Fault selbst erstreckt sich beginnend in Höhe der Tararua Range in südwestliche Richtung entlang der Remutaka Range, um dann im Seeboden der Cookstraße auszulaufen.

## Die Beben

### Erstes Beben
Am 24. Juni 1942 gegen 20:14 Uhr trat ein kleines Beben in der Nähe von Masterton auf. Das Hauptbeben, welches dann gegen 23:16 Uhr in der Nacht mit der Stärke von 7,2 MS für eine Minute folgte, war von Auckland bis hinunter nach Dunedin auf der Südinsel zu spüren. Die weite Ausbreitung des Bebens erklärt sich durch die geringe Tiefe des Epizentrums von nur 12 km. Die gesamte Nacht hindurch ließen über 200 Nachbeben die Bevölkerung nicht zur Ruhe kommen.
In Masterton, nahe dem Zentrum des Bebens, wurde der Geschäftsbereich besonders hart getroffen. An den meisten Geschäftsgebäuden, die ihre Fassaden mit Ziegelsteinen gemauert hatten, hielten diese den Schockwellen nicht stand. Die aus Holz konstruierten eingeschossigen Wohnhäuser widerstanden den Schwingungen besser, doch von den gemauerten Schornsteinen überstand kaum einer das Beben. 
In Masterton entschied die zu Hilfe gerufene Armee die St.-Matthew's-Kirche wegen schwerer Schäden abzubrechen. Ein sechzehn Pfund starker Sprengsatz sollte das Gebäude zusammenbrechen lassen. Nachdem die Kirche der Sprengung standhielt und eine zweite, stärkere Sprengung das Gebäude schließlich zu Fall brachte, verzeichnete man an den umliegenden Wohnhäusern schwerere Schäden als sie das vorhergehende Erdbeben verursacht hatte.
Im 80 km entfernten Wellington gaben zum Teil auch gemauerte Wände, Verkleidungen oder Verzierungen nach. Größere Gefahr und Beeinträchtigungen gingen aber von den zahlreichen Erdrutschen aus.

### Zweites Beben
Nur fünfeinhalb Wochen später, als die Schäden des ersten Bebens gerade beseitigt wurden, bebte die Erde mit einer Stärke von 5,6 erneut, gefolgt von einem Hauptbeben der Stärke 7,0 MS am folgenden Tag gegen 12:34 Uhr. Da dieses Beben allerdings sein Zentrum in einer Tiefe von 40 km hatte, waren die Ausbreitung und die verursachten Schäden nicht so groß wie bei dem Beben vom 24. Juni.